# Коморово (Вишковський повіт)
Коморово (пол. Komorowo) — село в Польщі, у гміні Жонсьник Вишковського повіту Мазовецького воєводства.
Населення — 562 особи (2011).
У 1975-1998 роках село належало до Остроленцького воєводства.

## Демографія
Демографічна структура станом на 31 березня 2011 року:
|          | Загалом | Допрацездатний вік | Працездатний вік | Постпрацездатний вік |
| -------- | ------- | ------------------ | ---------------- | -------------------- |
| Чоловіки | 301     | 71                 | 205              | 25                   |
| Жінки    | 261     | 61                 | 145              | 55                   |
| Разом    | 562     | 132                | 350              | 80                   |